# Aschwin Wildeboer
Aschwin Wildeboer Faber, né le 14 février 1986 à Sabadell, est un nageur espagnol d'origine néerlandaise spécialiste des épreuves de dos crawlé. Multiple médaillé européen et sacré champion d'Europe du 200 m dos en petit bassin 2008, il est un ancien détenteur des records du monde du 100 m dos en grand et petit bassin. Il est médaillé de bronze aux Championnats du monde 2009 sur cette épreuve.

## Carrière
En 2004, Aschwin Wildeboer participe à une première compétition internationale élite à l'occasion des Jeux olympiques d'Athènes. Aligné sur 100 et 200 m dos, il ne s'illustre guère en ne s'extirpant pas des séries éliminatoires. La saison suivante, il effectue de premières apparitions au niveau planétaire lors des Championnats du monde 2005 à Montréal, ou au niveau continental lors des Championnats d'Europe en petit bassin 2004 à Vienne. C'est à la fin de l'année 2007, lors des Championnats d'Europe en petit bassin disputés à Debrecen qu'il remporte deux premières récompenses internationales. Par deux fois en effet, il remporte la médaille de bronze sur 50 puis sur 200 m papillon.
Aux Championnats d'Europe 2008 organisés à Eindhoven, il obtient plusieurs places d'honneur : cinquième du 50 m, il échoue au pied du podium des 100 et 200 m dos. Quelques mois plus tard, lors des Jeux olympiques d'été de 2008, il parvient à atteindre la finale du 100 m dos, améliorant au passage son record personnel de plus d'une seconde en 53 s 51. En finale, il égale ce temps, une performance insuffisante pour monter sur le podium. L'Espagnol termine en effet à la septième place à 33 centièmes de seconde de la médaille de bronze.
Quelques mois plus tard, il s'illustre durant les Championnats d'Europe en petit bassin 2008 en remportant le premier titre international de sa carrière. L'Espagnol partage en effet la victoire sur 200 m dos avec le Russe Stanislav Donets. Derrière ce dernier, il enlève également deux médailles d'argent sur 50 et 100 m dos et égale par ailleurs le record d'Europe du 50 m au départ du relais 4 × 50 quatre nages, le premier record internationale de sa carrière.
Quelques jours plus tard, il confirme sa bonne forme en battant le premier record du monde de sa carrière lors des Championnats d'Espagne en petit bassin organisés à Madrid. En 49 secondes 20, il remporte en effet le titre national du 100 m dos et bat le record planétaire de Stanislav Donets de 12 centièmes de seconde. En avril 2009, il s'empare du record d'Europe du 100 m dos en grand bassin à l'occasion des Championnats d'Espagne disputés à Malaga. En 52 secondes 93, il enlève 13 centièmes de seconde au temps de référence précédemment détenu par le Russe Arkadi Viatchanine. Il établit un nouveau record du monde du 100 m dos en grand bassin lors des Jeux méditerranéens 2009 en 52 secondes 38.
Aux Championnats du monde 2009, il se qualifie pour les finales des 50, 100 et 200 m dos. Il termine tout d'abord troisième du 100 m en améliorant son record personnel mais en perdant son record d'Europe au profit de l'Allemand Helge Meeuw, alors que le Japonais Junya Koga remporte son premier titre mondial. Sur 200 m, il échoue au cinquième rang à une seconde du podium. Il obtient une autre place d'honneur sur 50 m en terminant au pied du podium.

## Palmarès

### Championnats du monde
- Championnats du monde 2009 à Rome (Italie) :
  -  Médaille de bronze du 100 m dos.
- Championnats du monde en petit bassin 2010 à Dubaï (Émirats arabes unis) :
  -  Médaille d'argent du 50 m dos.
  -  Médaille de bronze du 100 m dos.

### Championnats d'Europe
- Championnats d'Europe en petit bassin 2007 à Debrecen (Hongrie) :
  -  Médaille de bronze du 50 m dos.
  -  Médaille de bronze du 200 m dos.

- Championnats d'Europe en petit bassin 2008 à Rijeka (Croatie) :
  -  Médaille d'or du 200 m dos.
  -  Médaille d'argent du 50 m dos.
  -  Médaille d'argent du 100 m dos.

- Championnats d'Europe en petit bassin 2009 à Istanbul (Turquie) :
  -  Médaille de bronze du 50 m dos.
  -  Médaille de bronze du 100 m dos.

- Championnats d'Europe en petit bassin 2011 à Szczecin (Pologne) :
  -  Médaille d'or du 50 m dos.
  -  Médaille d'argent du 100 m dos.
  -  Médaille d'argent du 200 m dos.

### Jeux méditerranéens
- Jeux méditerranéens 2009 à Pescara (Italie) :
  -  Médaille d'or du 50 m dos.
  -  Médaille d'or du 100 m dos.
  -  Médaille d'or du 200 m dos.
  -  Médaille d'or du relais 4 × 100 m 4 nages.

## Records

### Records personnels
Ces tableaux détaillent les records personnels d'Aschwin Wildeboer.
| Épreuve   | Temps         | Compétition                | Lieu            | Date       |
| 50 m dos  | 24 s 48       | Championnats du monde 2009 | Rome, Italie    | 01/08/2009 |
| 100 m dos | 52 s 38       | Jeux méditerranéens 2009   | Pescara, Italie | 01/07/2009 |
| 200 m dos | 1 min 54 s 92 | Championnats du monde 2009 | Rome, Italie    | 31/07/2009 |

| Épreuve   | Temps         | Compétition                 | Lieu            | Date       |
| 50 m dos  | 23 s 14       | Championnats d'Espagne 2008 | Madrid, Espagne | 19/12/2008 |
| 100 m dos | 49 s 20       | Championnats d'Espagne 2008 | Madrid, Espagne | 21/12/2008 |
| 200 m dos | 1 min 49 s 22 | Championnats d'Europe 2008  | Rijeka, Croatie | 11/12/2008 |

### Records du monde battus
Ce tableau détaille les deux records du monde battus par Aschwin Wildeboer durant sa carrière.
| Épreuve                   | Temps   | Compétition                 | Lieu            | Date       |
| 100 m dos en petit bassin | 49 s 20 | Championnats d'Espagne 2008 | Madrid, Espagne | 21/12/2008 |
| 100 m dos en grand bassin | 52 s 38 | Jeux méditerranéens 2009    | Pescara, Italie | 01/07/2009 |